# Геленувка (Лодзинське воєводство)
Геленувка (пол. Helenówka) — село в Польщі, у гміні Бжезіни Бжезінського повіту Лодзинського воєводства.
У 1975-1998 роках село належало до Скерневицького воєводства.